# Moritz-Casimir zu Bentheim-Tecklenburg
Moritz-Casimir Widukind Gumprecht Prinz zu Bentheim-Tecklenburg (* 12. Oktober 1923 in Rheda; † 21. März 2014 in Herzebrock-Clarholz) war ein deutscher Diplom-Forstwirt und Unternehmer. 1967–2014 Oberhaupt des Hauses Bentheim-Tecklenburg. Nach dem Tod seines Vaters 1967 wurde er Fürst zu Bentheim-Tecklenburg genannt.

## Familie

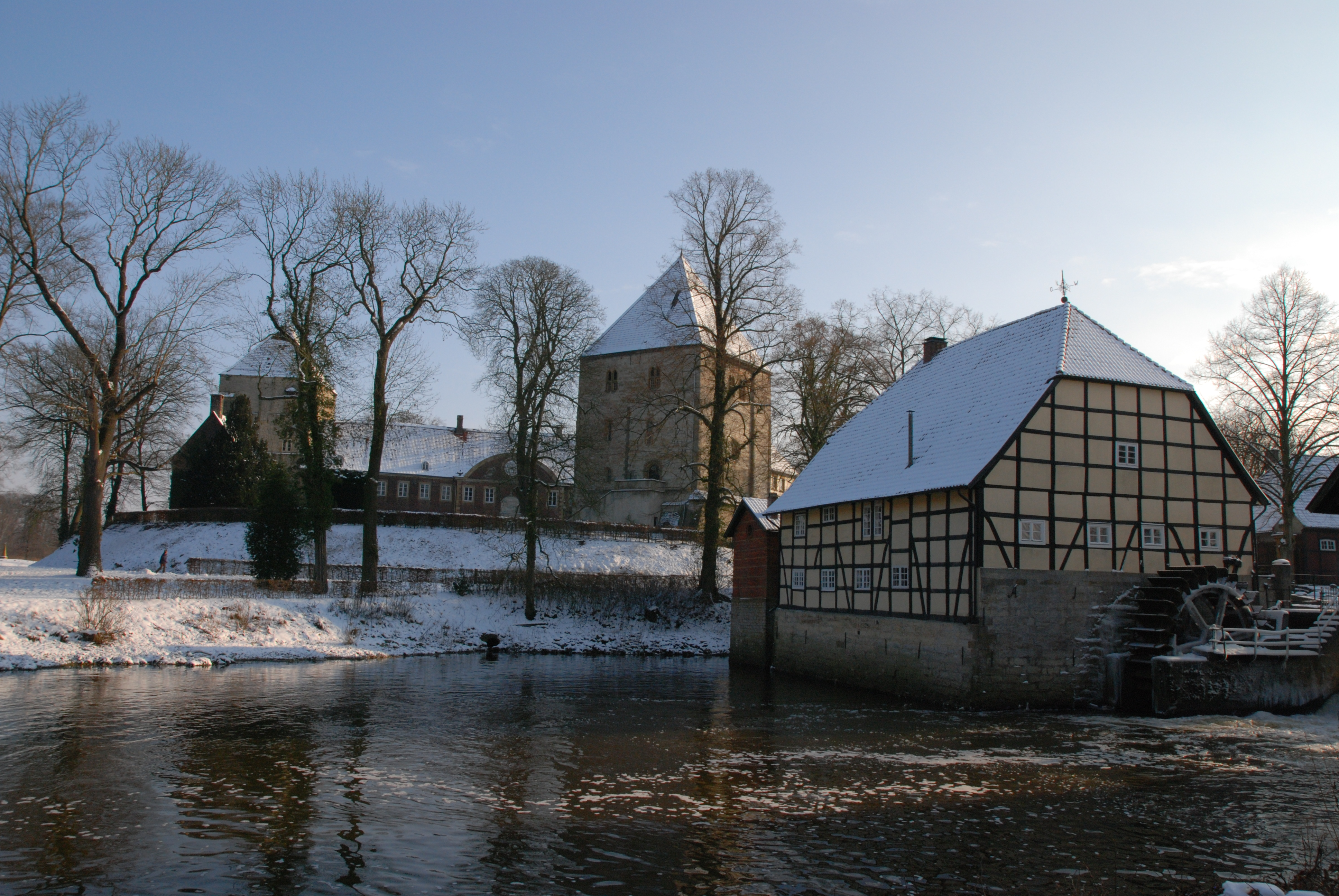
Schloss Rheda im Winter

Moritz-Casimir zu Bentheim-Tecklenburg wurde 1923 auf Schloss Rheda geboren. Seine Eltern waren Adolf Fürst zu Bentheim-Tecklenburg (1889–1967) und Amélie Prinzessin von Schönburg-Droyßig (1902–1995). Er hatte drei jüngere Geschwister Nicolaus (1925–2020), Gustava ⚭ Gräfin von Hohenthal-Püchau (* 1929) und Heinrich Karl (* 1940).
1958 heiratete er in Rheda die Botschaftertochter Huberta (gen. Sissi) Elisabeth-Maria Henriette Gräfin von Hardenberg (* 1932). Der Ehe entstammen die Söhne Carl-Gustav (* 1960), Philipp (* 1964), Christoph (1966–1987) und Maximilian (* 1969). Die Familie wohnte viele Jahre auf dem kleinen Wasserschloss Haus Bosfeld bei Rheda-Wiedenbrück, 1987 erfolgte der Umzug auf den alten Stammsitz Schloss Rheda.
Auf dem Residenzschloss zu Rheda lebt heute sein jüngster Sohn und Erbnachfolger Maximilian.

## Leben
Moritz-Casimir zu Bentheim-Tecklenburg besuchte zuerst Schulen in Rheda und Gütersloh, wechselte später auf die Internate Schloss Neubeuern und Bad Godesberg. Nach der Schulzeit meldete er sich beim 15. Reiter-Kavallerie-Regiment in Paderborn, welches aufgelöst und dem Grenadier-Regiment 3 Oberrhein zugeschlagen wurde und einen Einsatzbefehl an der Ostfront erhielt.
In den Kämpfen bei Leningrad rettete Moritz-Casimir eine Schussverletzung vor dem sicheren Untergang mit seinem Regiment. In Anerkennung seines mutigen Einsatzes wurde ihm das Eiserne Kreuz I. und II. Klasse verliehen. Seine Mutter holte ihn aus einem ostpreußischen Lazarett in den Westen. Dort wurde er nach seiner Genesung von australischen Soldaten gefangen genommen, die ihn einer traumatischen Scheinerschießung unterzogen. Ruhe fand er erst in der englischen Kriegsgefangenschaft in Rotherham, wo er bei einem Gottesdienstbesuch Anschluss an eine Baptistenfamilie fand. Das war der Beginn einer lebenslangen Freundschaft.
1958 gründet Moritz-Casimir zu Bentheim-Tecklenburg eine Familie. Gemeinsam mit seiner Ehefrau Sissi restaurierte er die Schlösser Bosfeld und Rheda, wofür das Ehepaar mit dem Preis der Deutschen Stiftung Denkmalschutz ausgezeichnet wurde. Eine enge Freundschaft verband die Familie mit Gustav Leonhardt, mit dessen Unterstützung sie bis in die jüngste Zeit Konzerte mit weltbekannten Künstlern wie Nikolaus Harnoncourt, Christoph Eschenbach, Jordi Savall oder Reinhard Goebel veranstalteten. Im Zuge der NRW-Landesgartenschau 1988 in Rheda-Wiedenbrück entstanden neben den rekonstruierten Schlossgarten das Theatermuseum im Komödienhaus und das Kutschenmuseum im Marstall.
Geschäftlich war Moritz-Casimir zu Bentheim-Tecklenburg hauptsächlich in Bau und Entwicklung von Immobilien tätig. Er war Mitglied des Beirats des Dresdner Bank und Mitbesitzer der von seinem Vater nach dem Krieg mit gegründeten Firma COR Sitzmöbel. Seit 1977 war er korrespondierendes Mitglied der Historischen Kommission für Westfalen. Jahrzehntelang war er Vorsitzender der Vereinigten Westfälischen Adelsarchive. Mit der Stadt Hagen verhandelte er einen Vertrag zum Erhalt des Hohenlimburger Heimatmuseums auf Schloss Hohenlimburg. Den Alten Palas des Hohenlimburger Schlosses stellte er der Fachvereinigung der Kaltwalzwerke zur Gründung des Deutschen Kaltwalzmuseums zur Verfügung. Dem Heimatverein Herzebrock erlaubte er die Einrichtung einer Geschichtausstellung im Kloster Herzebrock. Des Weiteren war er seit 1969 Schirmherr des Fürstlichen Trompetercorps Rheda (FTCR).
Zudem hat Moritz-Casimir zu Bentheim-Tecklenburg die Rhedaer Archivbestände bearbeitet, Schriften zur Geschichte des Fürstenhauses verfasst, Forschungsprojekte begleitet und damit die Grundlage zur Forschung über das Haus Bentheim-Tecklenburg gelegt. Bereits 1975 öffnete er den privaten Familienbestand im Fürstlichen Archiv Rheda für die Forschungsarbeit von Prof. Georg H. Kleine über die NS-Schuld von Fürst Adolf zu Bentheim-Tecklenburg.

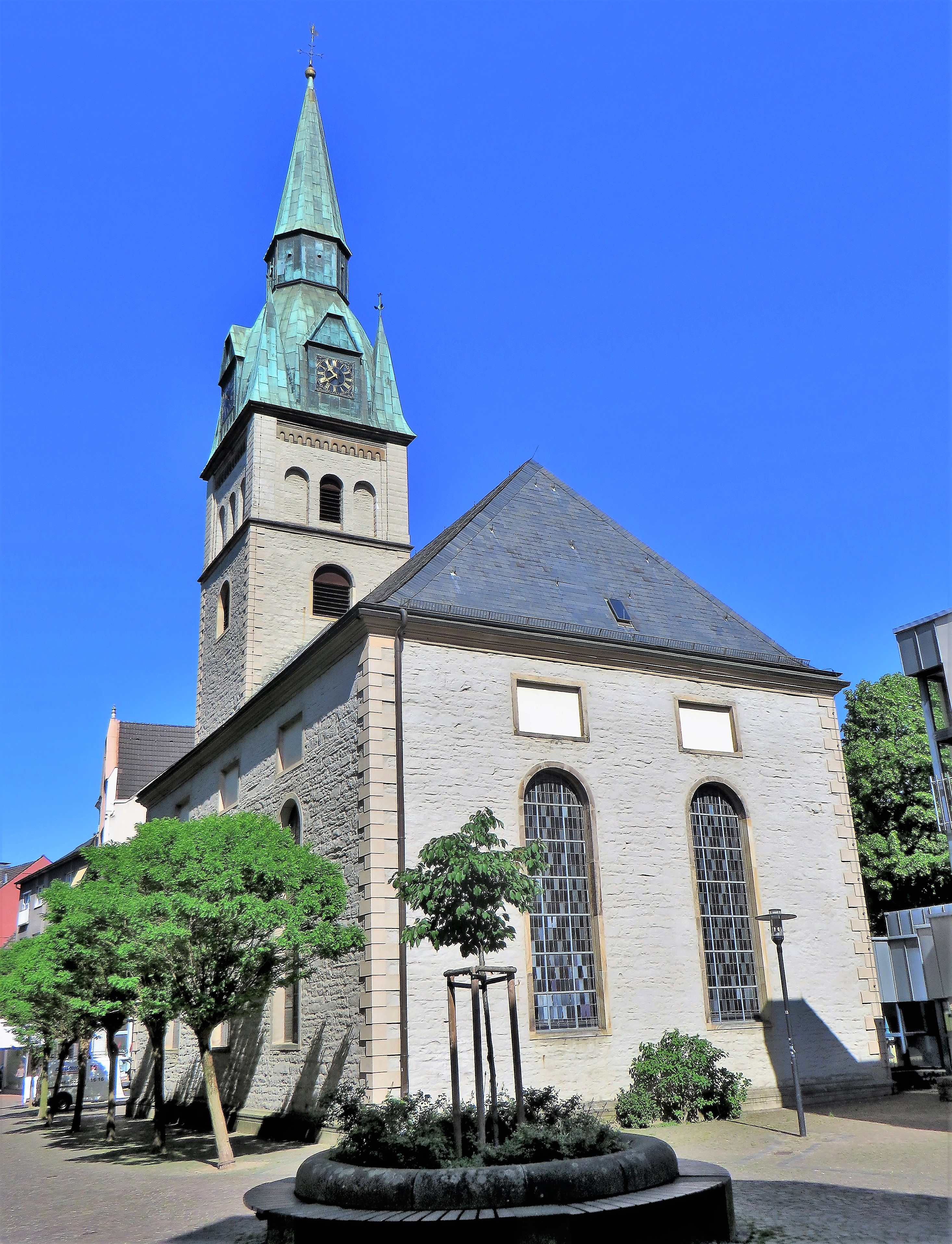
Ev. reformierte Hofkirche Hohenlimburg

Sehr engen Kontakt pflegte Moritz-Casimir zu Bentheim-Tecklenburg mit seinen zwölf westfälischen Patronatsgemeinden, besonders aber mit der Ev. Reformierten Gemeinde der alten Hofkirche von Hohenlimburg.
2014 ist der passionierte Naturfreund und Jäger Moritz-Casimir zu Bentheim-Tecklenburg mit 90 Jahren auf seinem Alterswohnsitz Kloster Herzebrock verstorben. Zur Trauerfeier waren 450 Gäste in die Schlosskapelle Rheda gekommen. Die Bestattung erfolgte am Erbbegräbnis im Schlosspark Rheda.

## Schriften (Auswahl)
- Moritz-Casimir Fürst zu Bentheim-Tecklenburg: Emil Friedrich Fürst zu Bentheim-Tecklenburg – Der letzte Landesherr der Grafschaft Limburg. (PDF; 455 kB) In: Hohenlimburger Heimatblätter, Heft 1/98, Januar 1998.

## Film
- Dynastien in NRW – Die Fürsten zu Bentheim-Tecklenburg. WDR - Reportage von Jobst Knigge (45 Min.), Ausstrahlung am 3. Januar 2010.[11]